# Владиславув (Більський повіт)
Владиславув (пол. Władysławów) — село в Польщі, у гміні Тучна Більського повіту Люблінського воєводства. Населення — 45 осіб (2011).

## Історія
За німецьким переписом 1940 року, у селі проживало 177 осіб, з них 168 поляків, 5 «русинів» і 4 німці.
У 1975—1998 роках село належало до Білопідляського воєводства.

## Демографія
Демографічна структура станом на 31 березня 2011 року:
|          | Загалом | Допрацездатний вік | Працездатний вік | Постпрацездатний вік |
| -------- | ------- | ------------------ | ---------------- | -------------------- |
| Чоловіки | 17      | 1                  | 11               | 5                    |
| Жінки    | 28      | 8                  | 10               | 10                   |
| Разом    | 45      | 9                  | 21               | 15                   |